# Бігер
Бігер (рум. Bigăr) — село у повіті Караш-Северін в Румунії. Входить до складу комуни Берзаска.
Село розташоване на відстані 317 км на захід від Бухареста, 72 км на південь від Решиці, 139 км на південний схід від Тімішоари, 140 км на захід від Крайови.

## Населення
За даними перепису населення 2002 року у селі проживали 257 осіб.
Національний склад населення села:
| Національність | Кількість осіб | Відсоток |
| -------------- | -------------- | -------- |
| чехи           | 229            | 89,1%    |
| румуни         | 23             | 8,9%     |
| українці       | 5              | 1,9%     |

Рідною мовою назвали:
| Мова       | Кількість осіб | Відсоток |
| ---------- | -------------- | -------- |
| чеська     | 229            | 89,1%    |
| румунська  | 23             | 8,9%     |
| українська | 5              | 1,9%     |